# Euxoa rjabovi
Euxoa rjabovi är en fjärilsart som beskrevs av Igor Kozhanchikov 1930. Euxoa rjabovi ingår i släktet Euxoa och familjen nattflyn. Inga underarter finns listade i Catalogue of Life.